# Siri Nilsen
Siri Anne Nilsen (Oslo, 12 aprile 1985) è una cantante norvegese.

## Biografia
Siri Nilsen ha iniziato ad esibirsi dal vivo con musica originale nel 2007, e l'anno successivo è stata scoperta dalla Grappa Records, su cui ha pubblicato il suo album di debutto Vi som ser i mørket nel 2009.
Il successo critico e commerciale è arrivato nel 2011 con il secondo album Alle snakker sant: il disco ha raggiunto il 7º posto nella classifica norvegese ed è stato certificato disco di platino dalla IFPI Norge con oltre 20 000 copie vendute a livello nazionale. La title track ha invece scalato la classifica dei singoli fino ad arrivare alla 3ª posizione e ha venduto 20 000 copie, ottenendo due dischi di platino. Inoltre, nello stesso anno la cantante è stata candidata ai premi Spellemann, il principale riconoscimento musicale norvegese, per l'artista femminile dell'anno.
Nel 2014 è uscito il terzo album Skyggebokser, che ha raggiunto la 13ª posizione nella classifica nazionale e che ha fruttato alla cantante tre nuove candidature agli Spellemann, fra cui una vittoria nella categoria dedicata al cantautorato.

## Discografia

### Album
- 2009 – Vi som ser i mørket
- 2011 – Alle snakker sant
- 2014 – Skyggebokser

### Album live
- 2012 – Live fra Rockefeller Music Hall

### Singoli
- 2011 – Alle snakker sant
- 2012 – Hodet, hjertet eller magen
- 2014 – Jeg lover
- 2014 – Passasjer

#### Come featuring
- 2013 – Death Hanging (Susanna feat. Siri Nilsen & Susanne Sundfør)